# Rafael Godeiro
Rafael Godeiro é um município brasileiro no interior do estado do Rio Grande do Norte, Região Nordeste do país, distante 356 km da capital do estado, Natal. A população do município no censo de 2022 era de 2.934 habitantes, distribuídos em uma área de aproximadamente 100 km², resultando em uma densidade demográfica de 30,01 hab./km².

## Geografia
De acordo com a divisão do Instituto Brasileiro de Geografia e Estatística (IBGE) vigente desde 2017, Rafael Godeiro pertence à região geográfica intermediária de Mossoró e à região imediata de Pau dos Ferros. Até então, com a vigência das divisões em microrregiões e mesorregiões, o município fazia parte da microrregião de Umarizal, que por sua vez estava incluída na mesorregião do Oeste Potiguar. Rafael Godeiro dista 331 quilômetros (km) de Natal, capital estadual, e 2 176 km de Brasília, capital federal. Ocupando uma área territorial de 100,073 km² (0,1895% da superfície estadual), limita-se com os municípios de Olho-d'Água do Borges a norte, Almino Afonso a sul, Patu a leste e Umarizal a oeste.

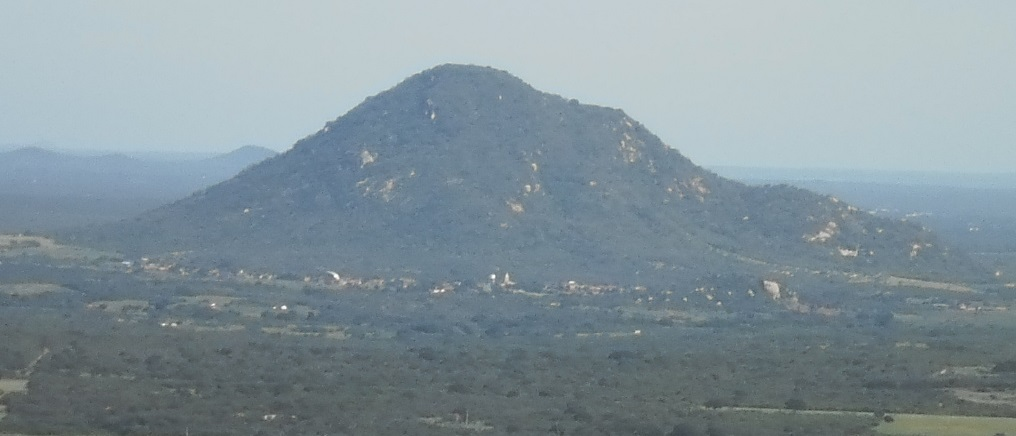
A Serra Redonda a partir da Serra do Lima de Patu

Seu território, totalmente inserido na bacia hidrográfica do Rio Apodi-Mossoró, apresenta relevo suave ondulado e está inserida na Depressão Sertaneja, apresentando terrenos com irregularidades, de transição entre o Planalto da Borborema e a Chapada do Apodi, e a predominância de altitudes entre 100 e 200 metros, com exceção da Serra Redonda e do Serrote Vermelho, que apresentam elevações maiores.
Os solos do município, altamente férteis, são acentuadamente drenados e possuem textura média, caracterizando os luvissolos, chamados de podzólicos vermelho amarelo equivalente eutróficos na antiga classificação brasileira de solos. Por serem pouco profundos, esses solos são cobertos por uma vegetação de pequeno porte, a caatinga, típica do sertão nordestino, com plantas xerófilas características de climas secos e desfolhadas durante o período normal da estação seca. Espécies comuns são no município são o facheiro (Pilosocereus pachycladus), o faveleiro (Cnidoscolus quercifolius), a jurema-preta (Mimosa hostilis), o marmeleiro (Cydonia oblonga), o mufumbo (Combretum leprosum) e o xique-xique (Pilosocereus polygonus).
O clima é semiárido Bsh, com temperaturas elevadas durante todo o ano e chuvas concentradas no primeiro semestre do ano. De acordo com a Empresa de Pesquisa Agropecuária do Rio Grande do Norte (EMPARN), desde junho de 2004 o maior acumulado de chuva registrado no município em 24 horas chegou a 130 mm em 2 de fevereiro de 2020. Outros acumulados iguais ou superiores a 100 mm foram: 123 mm em 30 de março de 2008, 122,7 mm em 6 de abril de 2018, 114,6 mm em 7 de abril de 2018, 113 mm em 3 de abril de 2008 e 20 de abril de 2013, 110,4 mm em 13 de abril de 2018, 110 mm em 9 de maio de 2013 e 109 mm em 23 de março de 2016. Abril de 2018 é o mês mais chuvoso da série histórica, com 565,5 mm acumulados.